# BMW G15
La BMW G15 è la seconda generazione della BMW Serie 8, prodotta dalla casa automobilistica tedesca BMW dal 2018.
La presentazione ufficiale è avvenuta al Salone dell'automobile di Parigi del 2018.
La prima versione è stata la Coupé (siglata G15), disponibile sul mercato a partire da novembre 2018. 
È stata poi seguita dalla Cabrio (siglata G14) e dalla Gran Coupé a 4 porte (siglata G16), rispettivamente, a marzo 2019 e settembre 2019.

## La M8
Nel settembre 2019 è stata presentata la M8, prima versione sportiva ad alte prestazioni della Serie 8 realizzata dalla Motorsport: inizialmente disponibile nei modelli M8 Coupé (siglata F92) e M8 Cabrio (siglata F91), sia "normali" che Competition, è stata poi seguita dalla M8 Gran Coupé (siglata F93) con la relativa versione Competition nell'aprile 2020.
Le versioni Competition della M8 hanno stabilito un primato nella storia del marchio bavarese: il loro motore 8 cilindri a V a benzina "M TwinPower Turbo" è il propulsore più potente fra tutti quelli mai realizzati per le vetture BMW di serie.
Dotato di due turbocompressori Twin-Scroll, iniezione diretta ad alta pressione e Valvetronic, ha una cilindrata di 4395 cm3 e sviluppa una potenza massima di 460 kW (625 CV) a 6000 giri/min con una coppia massima di 750 Nm a 1800 giri/min.

## Motorizzazioni

### Versioni a benzina (G15)
- 840i Coupé (2998 cm3, L6, 340 CV a 5500 giri/min, 500 Nm a 1600 giri/min, da 07/2019 al presente)
- 840i xDrive Coupé (2998 cm3, L6, 340 CV a 5500 giri/min, 500 Nm a 1600 giri/min, da 07/2019 al presente)
- M850i xDrive Coupé (4395 cm3, V8, 530 CV a 5500 giri/min, 750 Nm a 1800 giri/min, da 11/2018 al presente)
- M8 Coupé (4395 cm3, V8, 600 CV a 6000 giri/min, 750 Nm a 1800 giri/min, da 09/2019 al presente)
- M8 Coupé Competition (4395 cm3, V8, 625 CV a 6000 giri/min, 750 Nm a 1800 giri/min, da 09/2019 al presente)

### Versioni a gasolio (G15)
- 840d xDrive Coupé (2993 cm3, L6, 320 CV a 4400 giri/min, 680 Nm a 1750 giri/min, da 11/2018 a 11/2020)
- 840d 48V xDrive Coupé (2993 cm3, L6 mild hybrid, 340 CV a 4400 giri/min, 700 Nm a 1750 giri/min, da 11/2020 al presente)

### Versioni a benzina (G14)
- 840i Cabrio (2998 cm3, L6, 340 CV a 5500 giri/min, 500 Nm a 1600 giri/min, da 07/2019 al presente)
- 840i xDrive Cabrio (2998 cm3, L6, 340 CV a 5500 giri/min, 500 Nm a 1600 giri/min, da 07/2019 al presente)
- M850i xDrive Cabrio (4395 cm3, V8, 530 CV a 5500 giri/min, 750 Nm a 1800 giri/min, da 03/2019 al presente)
- M8 Cabrio (4395 cm3, V8, 600 CV a 6000 giri/min, 750 Nm a 1800 giri/min, da 09/2019 al presente)
- M8 Cabrio Competition (4395 cm3, V8, 625 CV a 6000 giri/min, 750 Nm a 1800 giri/min, da 09/2019 al presente)

### Versioni a gasolio (G14)
- 840d xDrive Cabrio (2993 cm3, L6, 320 CV a 4400 giri/min, 680 Nm a 1750 giri/min, da 03/2019 a 11/2020)
- 840d 48V xDrive Cabrio (2993 cm3, L6 mild hybrid, 340 CV a 4400 giri/min, 700 Nm a 1750 giri/min, da 11/2020 al presente)

### Versioni a benzina (G16)
- 840i Gran Coupé (2998 cm3, L6, 340 CV a 5500 giri/min, 500 Nm a 1600 giri/min, da 09/2019 al presente)
- 840i xDrive Gran Coupé (2998 cm3, L6, 340 CV a 5500 giri/min, 500 Nm a 1600 giri/min, da 09/2019 al presente)
- M850i xDrive Gran Coupé (4395 cm3, V8, 530 CV a 5500 giri/min, 750 Nm a 1800 giri/min, da 09/2019 al presente)
- M8 Gran Coupé (4395 cm3, V8, 600 CV a 6000 giri/min, 750 Nm a 1800 giri/min, da 04/2020 al presente)
- M8 Gran Coupé Competition (4395 cm3, V8, 625 CV a 6000 giri/min, 750 Nm a 1800 giri/min, da 04/2020 al presente)

### Versioni a gasolio (G16)
- 840d xDrive Gran Coupé (2993 cm3, L6, 320 CV a 4400 giri/min, 680 Nm a 1750 giri/min, da 09/2019 a 11/2020)
- 840d 48V xDrive Gran Coupé (2993 cm3, L6 mild hybrid, 340 CV a 4400 giri/min, 700 Nm a 1750 giri/min, da 11/2020 al presente)